# Montpelier (Vermont)
Montpelier es la ciudad capital del estado estadounidense de Vermont. Ubicada en el condado de Washington en el año 2010 tenía una población de 7855 habitantes y una densidad poblacional de 295 hab/km², lo que la sitúa como la capital de estado más pequeña del país, y la séptima ciudad más grande del estado. Es la sede del Instituto Culinario de Nueva Inglaterra (the New England Culinary Institute).

## Geografía
Montpelier se encuentra ubicada en las coordenadas 44°15′59″N 72°34′18.98″O / 44.26639, -72.5719389.

### Clima
| Parámetros climáticos promedio de Montpelier, Vermont (Edward F. Knapp State Airport) normales 1991–2020, extremos 1948–presente) | Parámetros climáticos promedio de Montpelier, Vermont (Edward F. Knapp State Airport) normales 1991–2020, extremos 1948–presente) | Parámetros climáticos promedio de Montpelier, Vermont (Edward F. Knapp State Airport) normales 1991–2020, extremos 1948–presente) | Parámetros climáticos promedio de Montpelier, Vermont (Edward F. Knapp State Airport) normales 1991–2020, extremos 1948–presente) | Parámetros climáticos promedio de Montpelier, Vermont (Edward F. Knapp State Airport) normales 1991–2020, extremos 1948–presente) | Parámetros climáticos promedio de Montpelier, Vermont (Edward F. Knapp State Airport) normales 1991–2020, extremos 1948–presente) | Parámetros climáticos promedio de Montpelier, Vermont (Edward F. Knapp State Airport) normales 1991–2020, extremos 1948–presente) | Parámetros climáticos promedio de Montpelier, Vermont (Edward F. Knapp State Airport) normales 1991–2020, extremos 1948–presente) | Parámetros climáticos promedio de Montpelier, Vermont (Edward F. Knapp State Airport) normales 1991–2020, extremos 1948–presente) | Parámetros climáticos promedio de Montpelier, Vermont (Edward F. Knapp State Airport) normales 1991–2020, extremos 1948–presente) | Parámetros climáticos promedio de Montpelier, Vermont (Edward F. Knapp State Airport) normales 1991–2020, extremos 1948–presente) | Parámetros climáticos promedio de Montpelier, Vermont (Edward F. Knapp State Airport) normales 1991–2020, extremos 1948–presente) | Parámetros climáticos promedio de Montpelier, Vermont (Edward F. Knapp State Airport) normales 1991–2020, extremos 1948–presente) | Parámetros climáticos promedio de Montpelier, Vermont (Edward F. Knapp State Airport) normales 1991–2020, extremos 1948–presente) |
| Mes | Ene. | Feb. | Mar. | Abr. | May. | Jun. | Jul. | Ago. | Sep. | Oct. | Nov. | Dic. | Anual |
| --- | --- | --- | --- | --- | --- | --- | --- | --- | --- | --- | --- | --- | --- |
| Temp. máx. abs. (°C) | 18.9 | 21.1 | 27.8 | 32.2 | 32.8 | 35 | 36.1 | 36.1 | 33.3 | 28.9 | 24.4 | 19.4 | 36.1 |
| Temp. máx. media (°C) | -3.4 | -1.7 | 3.1 | 10.8 | 18.3 | 22.9 | 25.3 | 24.5 | 20.3 | 12.9 | 6 | -0.4 | 11.6 |
| Temp. media (°C) | -8.6 | -7.3 | -2.3 | 4.9 | 11.8 | 16.6 | 19.2 | 18.3 | 14.1 | 7.5 | 1.3 | -4.9 | 5.9 |
| Temp. mín. media (°C) | -13.7 | -12.8 | -7.7 | -0.9 | 5.4 | 10.3 | 13.1 | 12.1 | 7.9 | 2.1 | -3.3 | -9.4 | 0.2 |
| Temp. mín. abs. (°C) | -36.7 | -33.9 | -27.8 | -16.7 | -6.7 | -1.7 | 1.7 | -0.6 | -6.7 | -10 | -21.7 | -32.8 | -36.7 |
| Precipitación total (mm) | 58.9 | 52.3 | 63.2 | 77.2 | 89.4 | 106.9 | 108.5 | 96.8 | 84.6 | 98.3 | 72.4 | 74.4 | 983 |
| Nevadas (cm) | 57.4 | 45.7 | 42.7 | 12.4 | 0 | 0 | 0 | 0 | 0 | 2.3 | 23.1 | 55.6 | 239.3 |
| Días de precipitaciones (≥ 0.2 mm)                                                                                                | 13.6 | 13.2 | 12.7 | 13.5 | 13.9 | 14.4 | 14.0 | 12.6 | 10.9 | 13.9 | 13.9 | 15.4 | 162.0 |
| Días de nevadas (≥ 0.2 cm) | 12.0 | 9.1 | 7.5 | 3.3 | 0.0 | 0.0 | 0.0 | 0.0 | 0.0 | 0.9 | 5.7 | 11.7 | 50.2 |
| Fuente n.º 1: NOAA (nieve 1981–2010)                                                                                              | | | | | | | | | | | | | |
| Fuente n.º 2: Weather Atlas | | | | | | | | | | | | | |

## Demografía
Según la Oficina del Censo en 2000 los ingresos medios por hogar en la localidad eran de $37,513 y los ingresos medios por familia eran $51,818. Los hombres tenían unos ingresos medios de $35,957 frente a los $29,442 para las mujeres. La renta per cápita para la localidad era de $22,599. Alrededor del 9.8% de la población estaban por debajo del umbral de pobreza.

## Personalidades
- Patrick Leahy, senador.